# Hejia (köpinghuvudort i Kina, Hubei Sheng, lat 32,92, long 110,54)
Hejia (kinesiska: 河夹, 河夹镇) är en köpinghuvudort i Kina. Den ligger i provinsen Hubei, i den centrala delen av landet, omkring 440 kilometer nordväst om provinshuvudstaden Wuhan. Antalet invånare är 25 261. Befolkningen består av 11 709 kvinnor och 13 552 män. Barn under 15 år utgör 12,0 %, vuxna 15-64 år 76 %, och äldre över 65 år 11,0 %.
Runt Hejia är det tätbefolkat, med 369 invånare per kvadratkilometer. Närmaste större samhälle är Guanyin, 16,0 km väster om Hejia. I omgivningarna runt Hejia växer huvudsakligen savannskog.
Genomsnittlig årsnederbörd är 964 millimeter. Den regnigaste månaden är augusti, med i genomsnitt 166 mm nederbörd, och den torraste är december, med 8 mm nederbörd.